# K239 Chunmoo
A K239 Chunmoo egy tüzérségi rakétarendszer, rakéta-sorozatvető, amelyet a dél-koreai Hanwha Group fejlesztés és gyárt. A rendszer többféle rakétát képes indítani:
- 2 konténerben 20 db K33 131 mm nem irányított rakéták, hatótávolság: 36 km, összesen 40 rakéta járművenként
- 2 konténerben 6 db KM26A2 230 mm rakéták, amelyek az amerikai nem irányított M26 227 mm rakétákon alapulnak, hatótávolság: 45 km, összesen 12 rakéta járművenként
- 2 konténerben 6 db 239 mm GPS/INS irányított rakéták  hatótávolság: 80 km, összesen 12 rakéta járművenként.[1]

A típust Dél-Korea és az Egyesült Arab Emírségek rendszeresítette, Lengyelország pedig 288 indítójármű beszerzéséről döntött.